# Psalm
Psalmer är sånger avsedda att sjungas i gudstjänster eller vid andra religiösa riter. Psalmer förekommer inom judendom och kristendom. Ordet har sin bakgrund i grekiska (psalmos, psallō) och knyter an till att spela strängmusik. Begreppet används även för de sånger som ingår i Psaltaren i Bibeln.
Sedan reformationen har psalmer ofta getts ut i samlad form i psalmböcker. Beroende på land och kristendomsinriktning har psalmböckerna kunnat utgöra både offentligt erkända utgåvor och privata initiativ.

## Historik
Psalmer sjöngs ursprungligen i synagogan under den judiska gudstjänsten och vid judarnas vallfärder till templet. De hämtades då ur Psaltaren. Den tidiga kristna kyrkan fortsatte bruket, och började så småningom även sjunga nytestamentliga texter. Bibelorden kunde parafraseras, det vill säga omformuleras lätt, för att få en bättre rytm eller på annat sätt fungera bättre i sång. Fram till reformationen var dock innehållet i princip helt hämtat ur Bibeln.
Efter reformationen började lutherskt troende fira gudstjänst och läsa Bibeln på folkspråket i stället för latin. Även psalmerna översattes till folkspråk. Samtidigt började även nydiktade andliga sånger att kallas psalmer. Bland katoliker, reformerta och anglikaner höll kristna fast vid bruket att enbart använda bibeltexterna för psalmsång längre.

## Sverige

### Sveriges officiella psalmböcker från 1685
Den första svenska psalmboken som kunnat spåras gavs ut 1526 och var ett häfte om åtta psalmer. Den första officiella psalmboken gavs ut på slutet av 1690-talet, under Karl XI:s regeringstid, och kom först i en textupplaga och därefter även som koralbok med noter. I psalmboken ingick bland annat psalmen Den blomstertid nu kommer, som även ingick i 1986 års psalmbok.
Efter 1695 års psalmbok har statskyrkan även godkänt 1819 års och 1937 års psalmböcker, vilka dominerat svensk kontext. Även i det svensktalande Finland har 1695 års psalmbok haft stor betydelse, då det dröjde ända till 1886 innan Svensk psalmbok för den evangelisk-lutherska kyrkan i Finland publicerades.
Till psalmböcker inom Svenska kyrkan hör även Evangeliska Fosterlandsstiftelsens Sionstoner. Dess utgåvor har inte haft status som officiell psalmbok för Sverige, men har haft betydelse tack vare att de innehållet många av psalmförfattaren Lina Sandell Bergs texter och kompositioner.

### 1800-tal och tidigt 1900-tal
Från det att frikyrkorna bildades på 1850-talet har ett stort antal andra psalmböcker tillkommit. Här märktes bland annat Frälsningsarméns sångbok med ett flertal utgåvor från 1882 och framåt, och som från början bestod av 44 psalmer översatta från engelska. Metodistkyrkans psalmbok (1892) introducerade verk av de brittiska bröderna Charles och John Wesley i Sverige. Inom pingströrelsen har Segertoner, som utgavs 1914 på initiativ av Lewi Pethrus, spelat en betydande roll. Svenska Missionsförbundets sångbok (1894 med flera utgåvor) utgavs med fyrstämmig körsats.
Fram till 1950-talet var utantillinlärning av psalmer en del av läroplanen för kristendomslära för svenska skolelever, och 1878 föreskrev normalplanen för undervisning i småskolor och folkskolor att ett tiotal av 37 utvalda psalmversar skulle läras in av eleverna. Även i ämnet sång användes psalmmusiken. I folkskolan var kravet något större. Under första halvan av 1900-talet var psalmen Din klara sol går åter opp ett standardiserat inslag i skolans morgonbön.

### 1986 års ekumeniska psalmbok
År 1986 publicerades en ekumenisk psalmbok, som består av 325 gemensamma psalmer som ett stort antal svenska trossamfund enats om. Efter den gemensamma delen följer ett varierat antal psalmer, sånger och mässpartier, som varierar starkt mellan samfund eller grupper av samfund. Därför publicerades psalmböckerna – trots den ekumeniska inledningen – under olika namn, så som Den svenska psalmboken, Psalmer och Sånger eller Segertoner. Även katolska kyrkan deltog i arbetet, och gav ut 1986 års Cecilia-psalmbok.

## Psalmkaraktär[källabehövs]
Psalmer ges olika karaktärstitlar beroende på det sammanhang de i huvudsak är ämnade att användas vid. 
- Adventspsalm – se psalmexempel för adventstiden
- Aftonpsalm – se psalmexempel på psalmer om och inför kvällen
- Allhelgonapsalm – se psalmexempel på psalm för allhelgonahelgen
- Barnpsalm – se psalmexempel på psalm för barn att sjunga
- Begravningspsalm – se psalmexempel på psalm att sjunga vid begravning.
- Botpsalm – se psalmexempel på psalm om bättring från synd
- Bröllopspsalm – se psalmexempel på psalm att sjunga vid bröllop
- Bönepsalm – se psalmexempel som alternativ till talad bön
- Davidspsalm – se psalmexempel för alternativtiteln av psaltarpsalmer
- Dopsalm – se psalmexempel för dop
- Fastlagspsalm – se psalmexempel på psalm att sjunga i fastan
- Hemlandssång – se psalmexempel för det gamla uttrycket på psalmer om himlen. Även använt av svenska emigrantförsamlingar utomlands för sånger och psalmer från det forna hemlandet, se till exempel psalmboken Hemlandssånger 1891.
- Ingångspsalm – se psalmexempel på psalmbokens första psalm (i äldre psalmböcker)
- Inledningspsalm – se psalmexempel
- Julpsalm – se psalmexempel om julen
- Lovpsalm – se psalmexempel på Lovsånger eller psalmer  till Herren, ofta försedda med stjärna för att sjungas stående (vardagligt kallad ståpsalm eller ståvers)
- Läsarsång – se psalmexempel på psalm från väckelserörelsen
- Missionspsalm – se psalmexempel på psalm om missionsuppdraget
- Morgonpsalm – se psalmexempel på psalm om morgonen
- Nattvardspsalm – se psalmexempel på psalm i samband med nattvarden
- Passionspsalm – se psalmexempel på psalm om fastan och påsken (passionshistorien), se även Påskpsalm.
- Psaltarpsalm – se psalmexempel på psalmer skrivna utifrån Psaltaren
- Pingstpsalm – se psalmexempel på psalm om pingst
- Påskpsalm – se psalmexempel på psalm att sjunga vid påsk. Se även Passonspsalm.
- Sommarpsalm – se psalmexempel om sommaren